# Ernst Julius Cohen

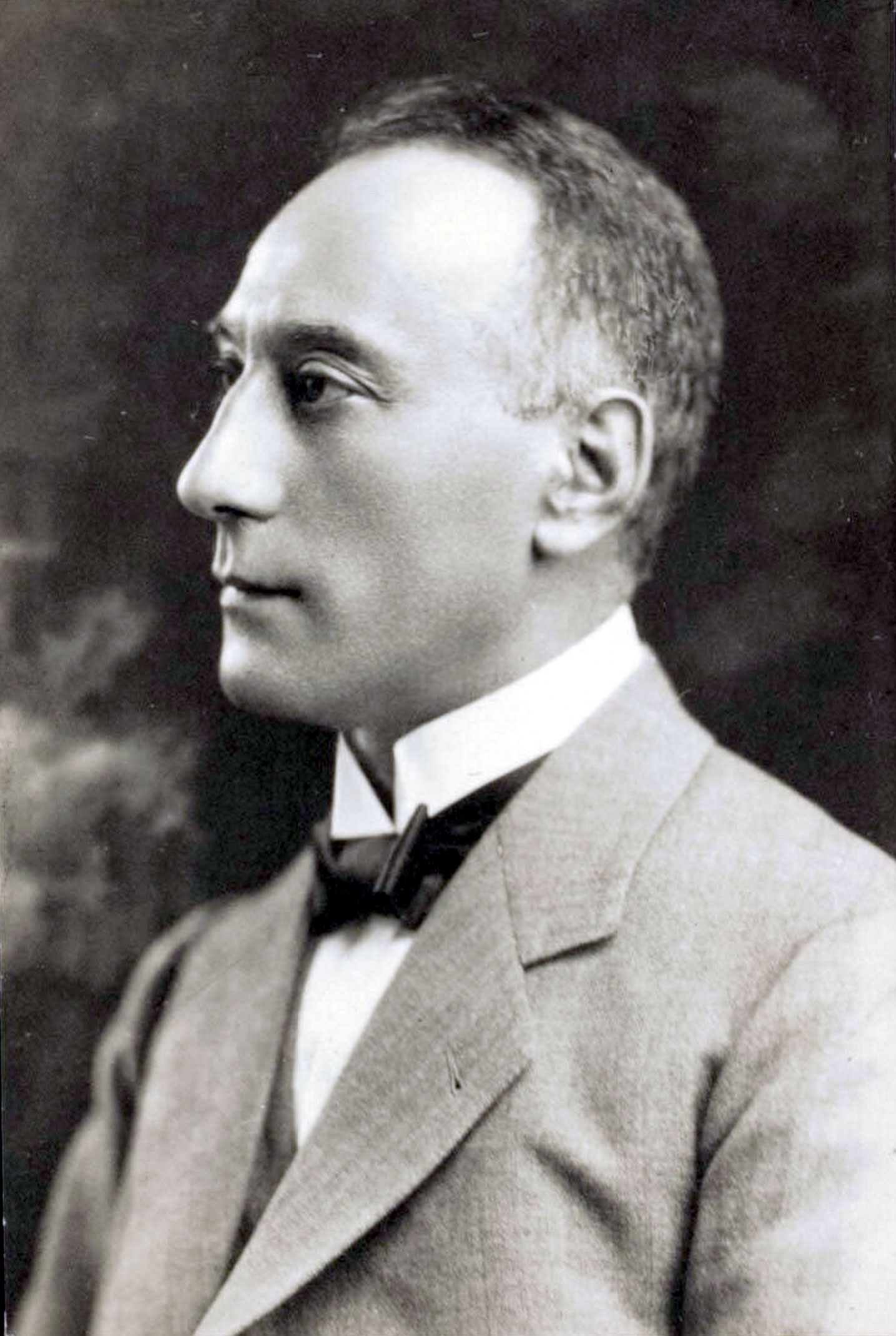
Ernst Julius Cohen

Ernst Julius Cohen (* 7. März 1869 in Amsterdam; † 6. März 1944 in Auschwitz) war ein niederländischer Chemiker.

## Leben
Ernst Julius stammte aus einer deutschen Familie jüdischer Glaubensangehörigkeit, die in die Niederlande eingebürgert wurde. Er wurde als Sohn des Chemiewerkdirektors Jacob (Jacques) Cohen (* 24. März 1833 in Düsseldorf; † 24. Februar 1881 in Amsterdam) und dessen Frau Nanny Rosenthal (* 10. Mai 1835 in Hannover; † 3. Februar 1915 in Amsterdam) geboren. Er hatte die Grundschule seiner Geburtsstadt frequentiert, ab 1886 das Gymnasium in Amsterdam besucht und studierte ab 1888 Chemie an der Universität von Amsterdam. Hier wurde er der Musterschüler von Jacobus Henricus van ’t Hoff. Während seiner Studienzeit erlebte er Henri Moissan in Paris und hielt sich drei Monate an der Landwirtschaftlichen Versuchsanstalt in Breda auf. Am 8. November 1893 promovierte er mit der Arbeit Het bepalen van overgangspunten langs electrischen weg en de electromotorische kracht bij scheikundige omzetting (deutsch: Die Bestimmung von Übergangspunkten entlang elektrischer Wege und die elektromotorische Kraft bei chemischen Untersuchungen) zum Doktor der Naturwissenschaften.
Danach wurde er Assistent von van't Hoff, sowie nach dessen Abgang nach Berlin von Hendrik Willem Bakhuis Roozeboom und 1896 Dozent für physikalische Chemie daselbst. 1899 wirkte er einige Zeit bei Svante Arrhenius in Stockholm. Am 24. Oktober 1901 erhielt er eine Berufung als außerordentlicher Professor für physikalische Chemie an der Amsterdamer Hochschule, welche Aufgabe er am 9. Dezember desselben Jahres mit der Einführungsrede Uitersten op het gebied der algemeene of physische chemie (deutsch: Extreme auf dem Gebiet der allgemeinen und physikalischen Chemie) antrat. Im Folgejahr erhielt er am 23. Juni 1902 eine Berufung als Professor der Chemie an der Universität Utrecht, welche Stellung er am 1. Oktober desselben Jahres mit der Antrittsrede Rumor in casa übernahm. In Utrecht beteiligte er sich auch an den organisatorischen Aufgaben der Hochschule und war im Akademiejahr 1915/18 Rektor der Alma Mater. 1939 wurde er emeritiert. In der Zeit der deutschen Besatzung der Niederlande, wurde Cohen in mehreren Konzentrationslager interniert, so unter anderem im Durchgangslager Westerbork.

## Wirken

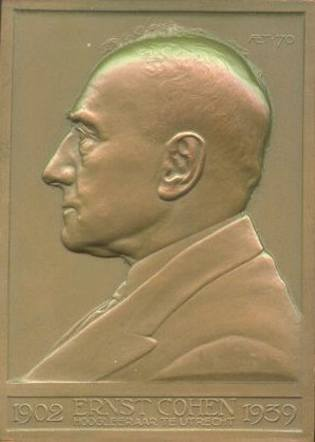
Gedenktafel für Ernst Julius Cohen anlässlich seiner Emeritierung an der Universität Utrecht. Cohen war von 1902 bis 1939 Professor für Chemie an der Universität Utrecht.

Cohen arbeitete vor allem über die Allotropie von Metallen, besonders von Zinn (Ursachen der Zinnpest). Außerdem befasste er sich mit Polymorphismus, Photochemie, Elektrochemie (Chemie Galvanischer Zellen und der Piezoelektrizität), Korrosion und Wissenschaftsgeschichte (unter anderem über Herman Boerhaave). Er schrieb 1907 ein Buch über die Geschichte von Lachgas und eine Biographie von van t´Hoff.
1913 wurde er Mitglied der Königlich Niederländischen Akademie der Wissenschaften, 1924 wurde er als korrespondierendes Mitglied in die Russische Akademie der Wissenschaften aufgenommen, war ab 1926 Fellow der Royal Society, 1925 korrespondierendes Mitglied der Akademie der Wissenschaften zu Göttingen, 1923 Ehrenmitglied der Chemical Society in London, 1925 Ehrenmitglied der Royal Institution in London, 1926 Ehrenmitglied der rumänischen chemischen Vereinigung in Bukarest, 1926 Ehrenmitglied der American Chemical Society und Ehrenmitglied der Deutschen Chemischen Gesellschaft in Berlin. Er wirkte als erster Vorsitzender der Niederländischen Chemischen Vereinigung und als Vorsitzender der International Union of Pure and Applied Chemistry (IUPAC). Cohen war 1925 Ehrendoktor der technischen Hochschule in Karlsruhe, 1923 der University of Cambridge und 1926 der Universität in Philadelphia. Er erhielt die Goldene Medaille der Bataafs Genootschap voor Proefondervindelijke Wijsbegeerte in Rotterdam und wurde 1923 zum Ritter des Ordens vom niederländischen Löwen ernannt.

## Familie
Cohen war drei Mal verheiratet.
Seine erste Ehe ging er am 21. Dezember 1893 in Amsterdam mit Louise Gompertz (* 28. Juni 1874 in Amsterdam; † 31. August 1920 in Utrecht), die Tochter von Bernard Leon Gompertz (* 9. Oktober 1848 in Amsterdam; † 2. Februar 1916 ebenda) und dessen Frau Emma Sophia Catherina Josephus Jitta (* 22. Januar 1853 in Amsterdam; † 4. Januar 1941 in Den Haag), ein. Aus der Ehe stammt der Sohn Adrian Jacob Bernard Cohen (* 10. Juli 1895 in Amsterdam) und die Tochter Emma Johanna Cohen (* 10. September 1896 in Amsterdam; † 2. Dezember 2000 in Utrecht), welche sich am 10. Juli 1917 in Utrecht mit Hendrik Willem Verloop (* 21. Juni 1886 in Utrecht; † 1. April 1946 in Utrecht) verheiratete.
Nach dem Tod seiner ersten Frau schloss er am 3. April 1922 in Utrecht mit Sophia Catharina Johanna Voute (* 25. Februar 1872 in Amsterdam), die Tochter von Hendrik Jan Voute (* 8. Juni 1837 in Amsterdam; † 14. Oktober 1900 in Wiesbaden) und dessen Frau Isabella Susanna Berg (* 1. März 1844 in Amsterdam; † 13. Januar 1917 in Brüssel) seine zweite Ehe. Die Ehe blieb kinderlos.
Nach seiner Scheidung von seiner zweiten Frau am 4. Juli 1929, heiratete er in dritter Ehe am 12. Dezember 1929 in Utrecht Wilhelma Abramina Titia de Meester (* 13. November 1899 in Rotterdam; † 30. Dezember 1989 in Doorn), die Tochter des Seeoffiziers Theodoor Herman de Meester (* 15. März 1857 in Lent; † 1. Juni 1946 in Bussum) und dessen Frau Ottolina Maria Strick van Linschoten (* 23. Februar 1861 in Amersfoort; † 20. November 1899 in Rotterdam). Die Ehe blieb ebenfalls Kinderlos.

## Werke (Auswahl)
- Het bepalen van overgangspunten langs electrischen weg en de electromotorische kracht bij scheikundige omzetting. 1893
- Experimentaluntersuchung über die Dissociation Gelöster Körper in Alkohol-Wassergemischen. 1897
- Allotropieën. 1904
- Das Lachgas. Eine chemisch-kulturhistorische Studie. 1907
- Jacobus Henricus van 't Hoff. Sein Leben und Wirken. 1912
- Herman Boerhaave en zijne beteekenis voor de chemie. 1918
- Piezochemie kondensierter Systeme. 1919
- Pasteur's échec in het "Institut". 1923
- Vijftig jaren uit de geschiedenis eener theorie (1874–1924). Hare grondleggers. 1924
- Het leven van Joseph Achille Le Bel. 1924
- Physicochemical Metamorphosis and some Problems in Piezochemistry . 1926
- Uit het land van Benjamin Franklin. 1928